# Zisterzienserinnenkloster Brownshill
Das Bernhardinerinnenkloster Brownshill ist ein englisches Kloster in Stroud, Gloucestershire, Bistum Clifton.

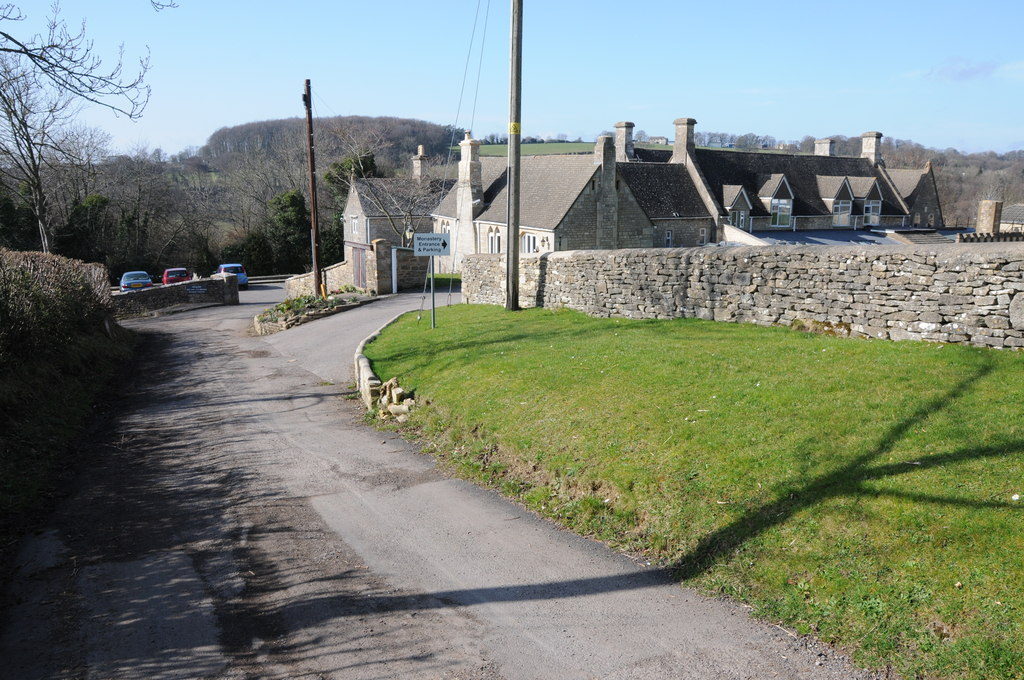
Kloster in Brownshill

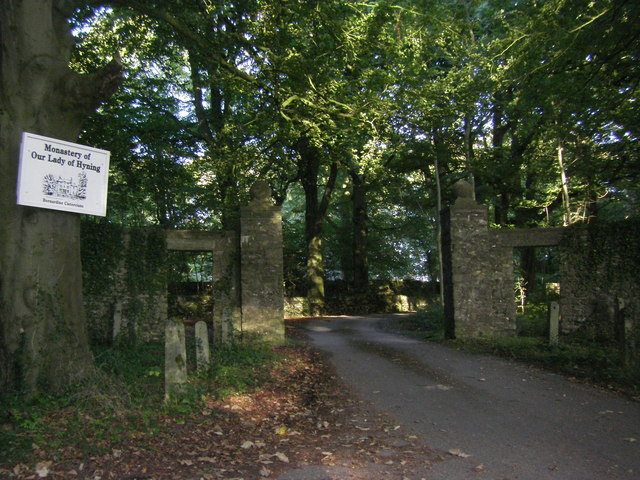
Zufahrt zum Kloster in Hyning

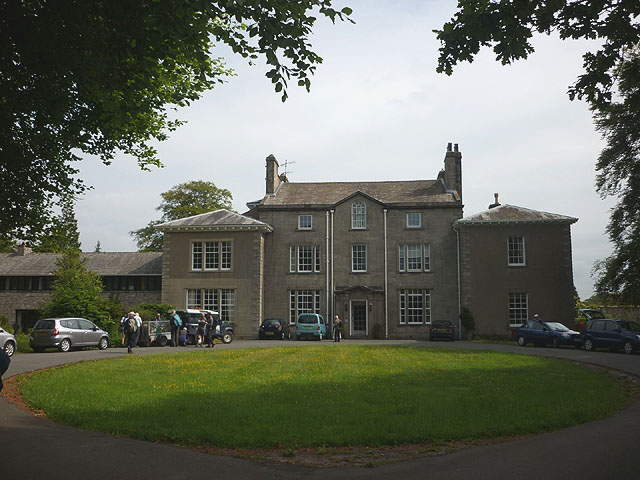
Kloster Hyning

## Geschichte
Die Bernhardinerinnen von Esquermes, ein Zweig der Zisterzienserinnen, gründeten vor dem Ersten Weltkrieg, als die Dritte Republik die französischen Klöster bedrängte, zwei Tochterklöster (mit angeschlossener Schule) in England. Das 1897 erbaute Saint Bernard wurde in Slough, Berkshire errichtet und bestand bis 2006, während das Saint Bernard von 1910 in Westcliff-on-Sea (heute: Southend-on-Sea) stand und 1983 aufgelöst wurde. Beide Klöster schickten 1974 Nonnen zur Gründung des noch bestehenden Klosters Hyning, Warton, City of Lancaster. 2006 wurde unter Aufnahme der Nonnen von Slough und mit Verstärkung durch Hyning in Brownshill in den Cotswolds das Monastery of Our Lady and Saint Bernard gegründet. Dies erfolgte, nachdem es dort bereits 1943 eine zisterziensische Besiedelung unter der geistlichen Betreuung durch William E. Orchard (1877–1955) gegeben hatte. Das gemeinsame Noviziat der Klöster Hyning und Brownshill befindet sich in Hyning.